# Бива (инструмент)
Би́ва (яп. 琵琶) — японский струнный щипковый музыкальный инструмент. Бива появилась в результате адаптации китайского инструмента пипа, привезённого в Японию не позже VIII века. Самые распространённые виды бивы — сацума-бива и тикудзэн-бива.
Термин бива происходит от китайского слова «пипа» и объединяет ряд японских музыкальных инструментов лютневого семейства. Корпус грушевидный, имеется 4 или 5 ладов, нижний лад деревянный, головка грифа наклонена назад почти на 90 градусов. На корпусе всех видов бивы расположены два резонаторных отверстия в форме полумесяца, а также ещё одно скрытое резонаторное отверстие под струнодержателем. Характерная особенность бивы — «савари» (яп. さわり), особый «звенящий» тембр струн. Строй бивы зависит от жанра, различают варианты строя для религиозных и секулярных произведений.
Большинство жанров музыки для бивы — аккомпанирующие сказителям, однако имеется несколько чисто инструментальных жанров. Современная бива может играть одновременно с голосом, что привело к появлению музыкантов, не исполняющих также вокальную партию. На раннем этапе бива ассоциировалась с аристократией, буддийскими священнослужителями, самураями, а в XX веке стала инструментом образованных молодых горожанок. Популярность бивы упала после окончания Второй мировой войны и отказа от прославления павших японских воинов; ситуацию изменило появление жанра бигин (яп. 琵吟). Попытки смешения бивы с западными музыкальными традициями плодов не дали.
Лишь одна из исполнителей на биве получила статус Живое национальное сокровище Японии, Кёкусуй Ямадзаки (яп. 山崎旭萃).

## Конструкция

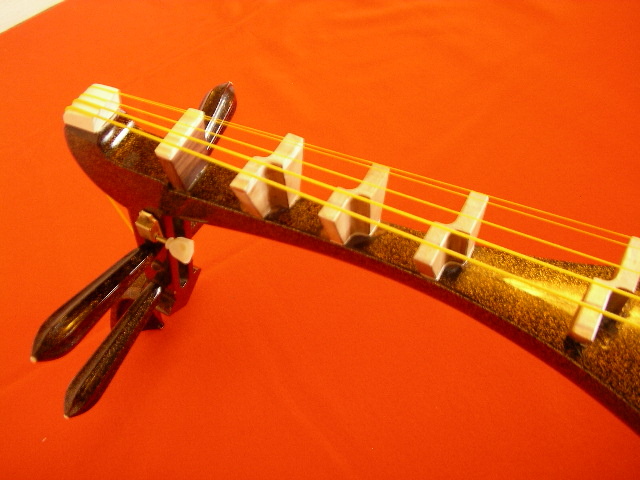
Высокие лады для струн

Характерная особенность бивы, усиливающаяся на протяжении её истории, — далеко выступающие лады, поднимающие струны высоко над грифом. Эта особенность не позволяет играть на биве аналогично гитаре, оставляя две возможные техники: прижатие струн на ладах, что даёт известную высоту звука, но ограничивает количество издаваемых струной звуков количеством ладов; другой вариант — прижимать струны между ладами, причём высота получаемого таким образом звука зависит от силы нажатия. Игра между ладами требует инструмента с эластичными струнами, вибрация которых создаёт столь ценящийся звук «савари».
Бива состоит из двух основных элементов: заднюю часть корпуса выдалбливают из цельного куска дерева, на неё спереди наклеивают гриф и верхнюю деку с двумя отверстиями в форме полумесяца. На деке часто размещается горизонтальная полоса из дерева, ткани, кожи или лака, призванная защитить её от ударов плектра, хотя на современных сацума- и тикудзэн-биве плектр ударяет по струнам выше полоски, и свою функцию она не выполняет.

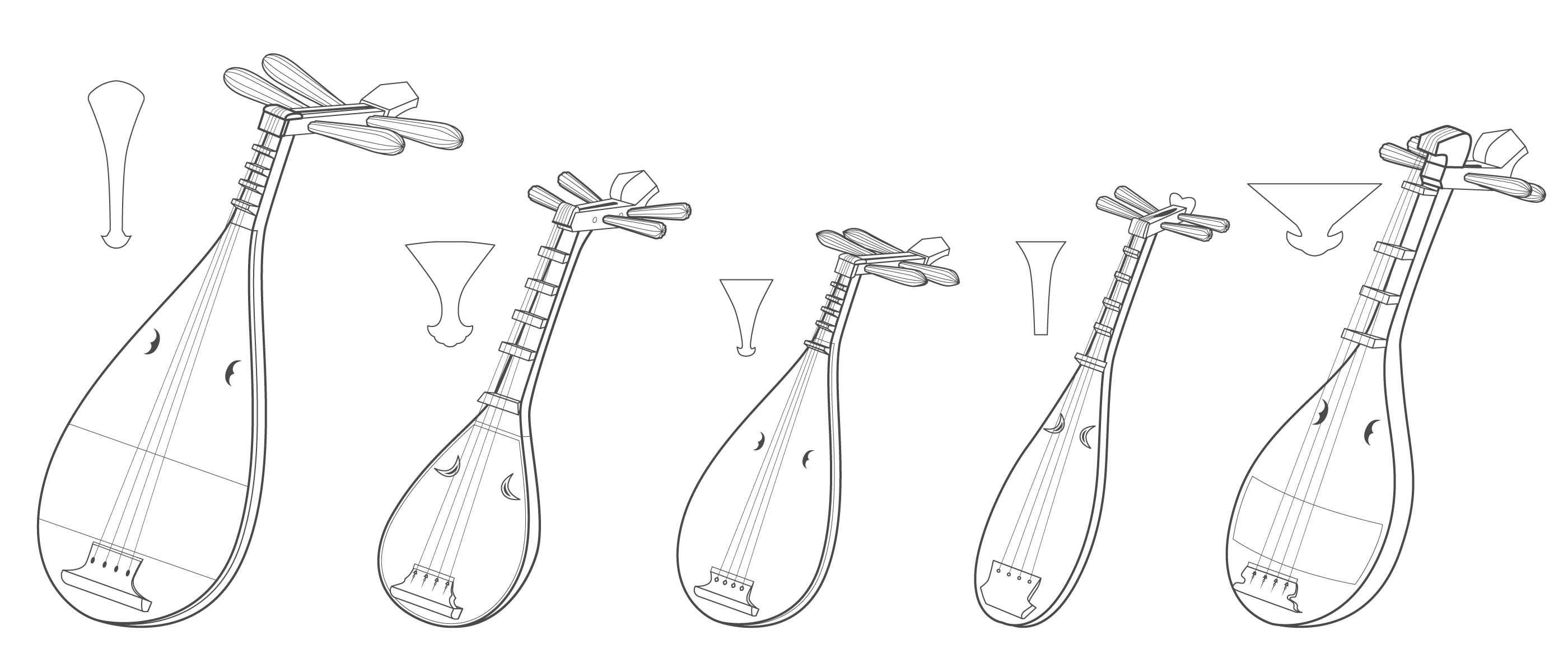
Гаку-бива, тикудзэн-бива, хэйкэ-бива, мосо-бива, сацума-бива

## Гаку-бива и гогэн-бива

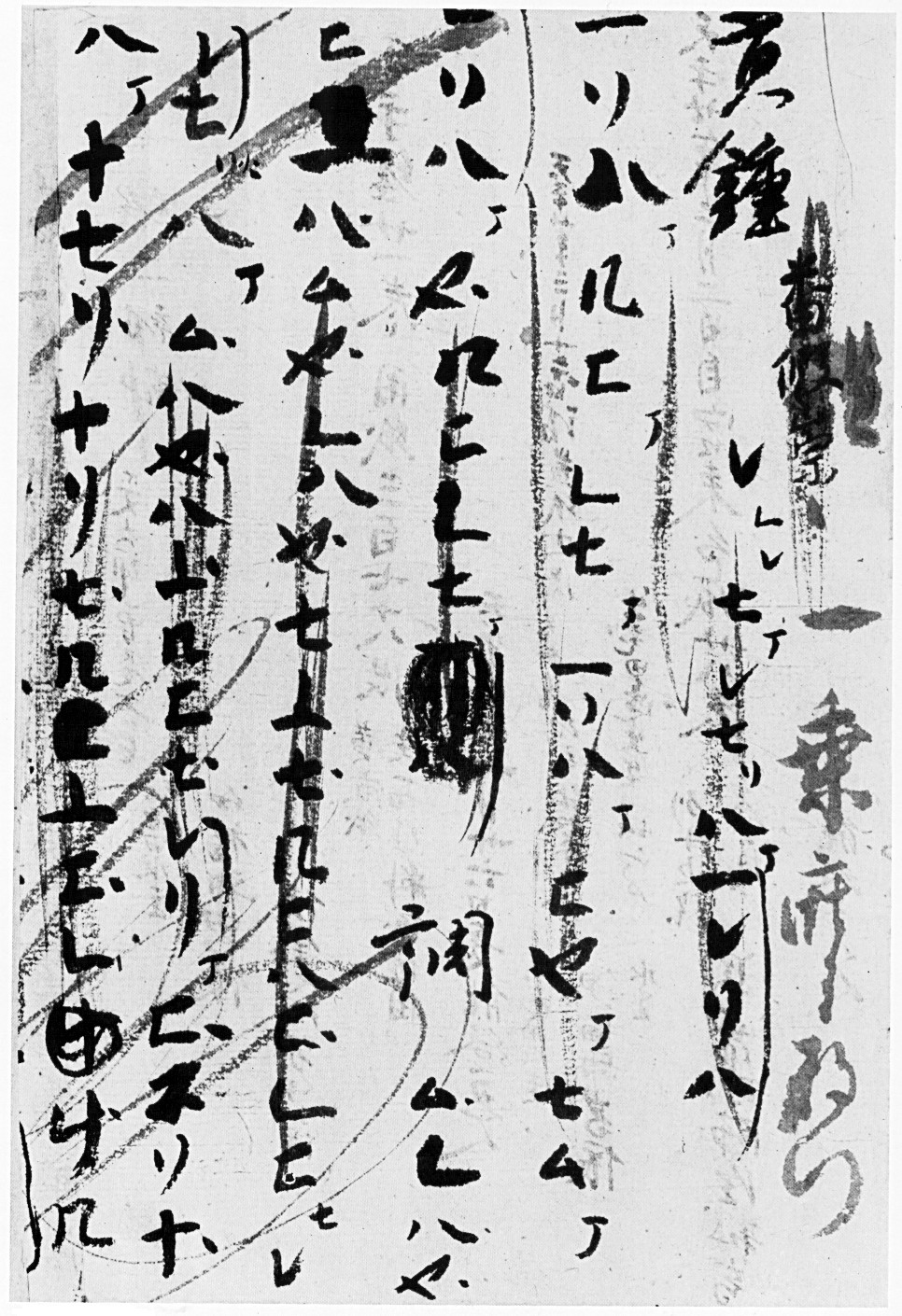
Древнейшие ноты в Японии

Бива происходит от китайского инструмента пипа, привезённого туда в III веке из Индии и подвергшегося влиянию центральноазиатской музыки. Пипа прибыла в Японию в VIII веке, тогда же она впервые упоминается в письменных источниках. Бива была первым японским музыкальным инструментом, для которого сохранились ноты, они были созданы не позднее 747 года и находятся в хранилище Сёсоина вместе с 5 ранними богато украшенными бивами. Игра на биве быстро стала одним из важных умений для придворных; она неоднократно упоминается в Повести о принце Гэндзи и жанровой живописи.
Первые получившие распространение в Японии разновидности бивы — гаку-бива (также именуемая гагаку-бива) и гогэн-бива. Гаку-бива — ближайший к пипе инструмент грушевидной формы с короткой шейкой, на которой расположены 4 лада, и отогнутой назад головкой, снабжённой четырьмя колками для настройки четырёх струн из шёлка. Настройка согласуется с шестью ладотональностями классической японской музыки гагаку.
Длина гаку-бивы — около метра, ширина — 41 см. Исполнитель сидит прямо, скрестив ноги перед собой, инструмент кладётся на колени горизонтально. Звук извлекается при помощи небольшого костяного плектра. Поперёк центральной части инструмента наклеивается широкая кожаная лента, обычно чёрного цвета. При игре пальцы левой руки прижимают струну к ладу.
Гаку-бива аккомпанировала ансамблю медленными арпеджио, исполнявшимися на сильную долю. Её предназначение заключалось в основном в установлении ритма. Также по-видимому этот инструмент использовался сольно для аккомпанирования голосу. Гаку-бива продолжает использоваться и поныне, хотя она стала исключительно сольным инструментом. Ни корпус, ни лента гаку-бивы не имеют украшений, в отличие от китайских пип, сохранившихся в Японии.
Гогэн-бива использовалась в музыке гагаку до IX века. Головка этой бивы не отогнута, у неё 5 струн.

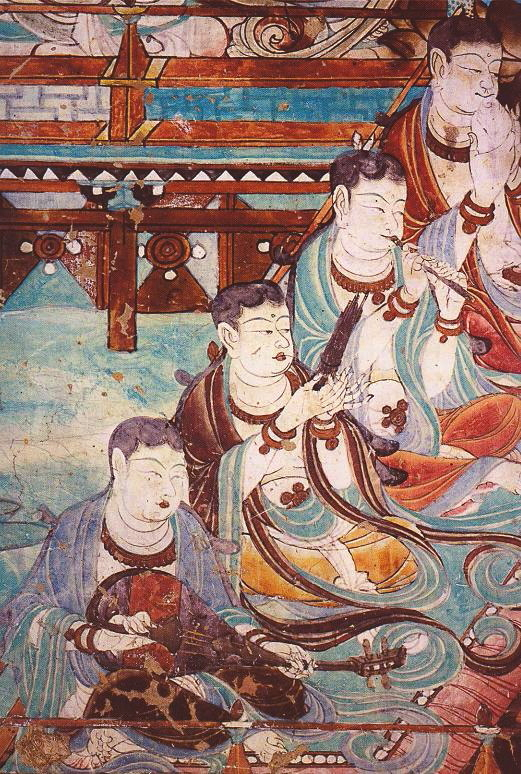
Китайские инструменты: пипа, шэн, флейты и конх. Изображение в пещерах Юйлинь[англ.]
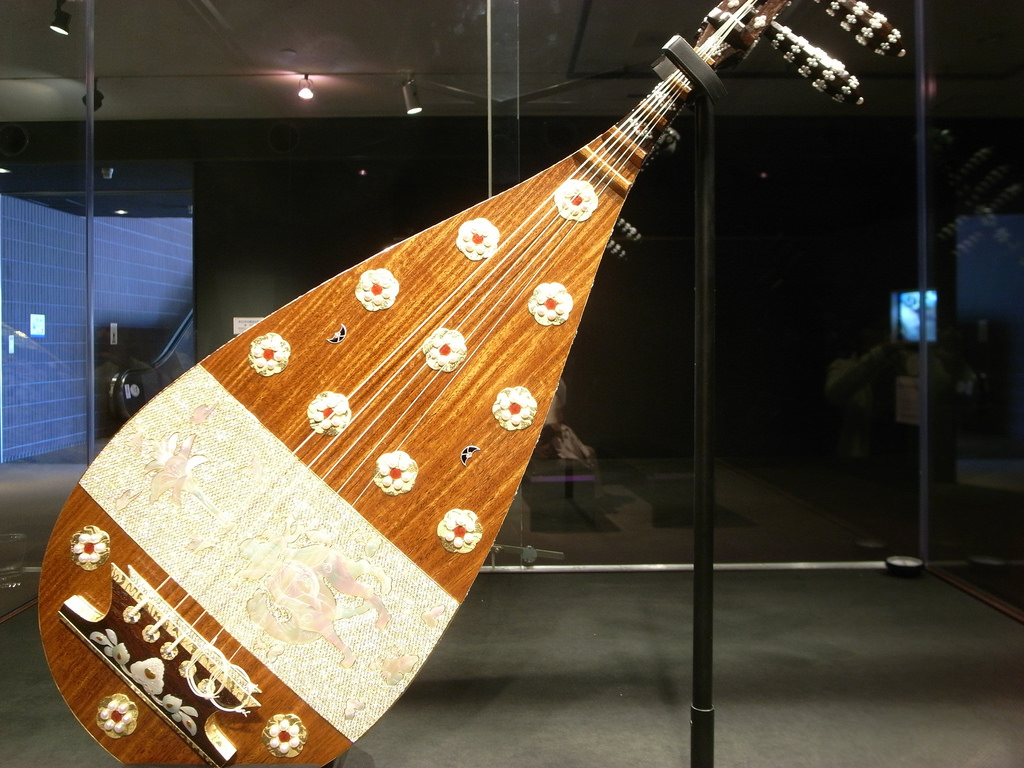
Гогэн-бива, украшенная жемчугом

## Мосо-бива

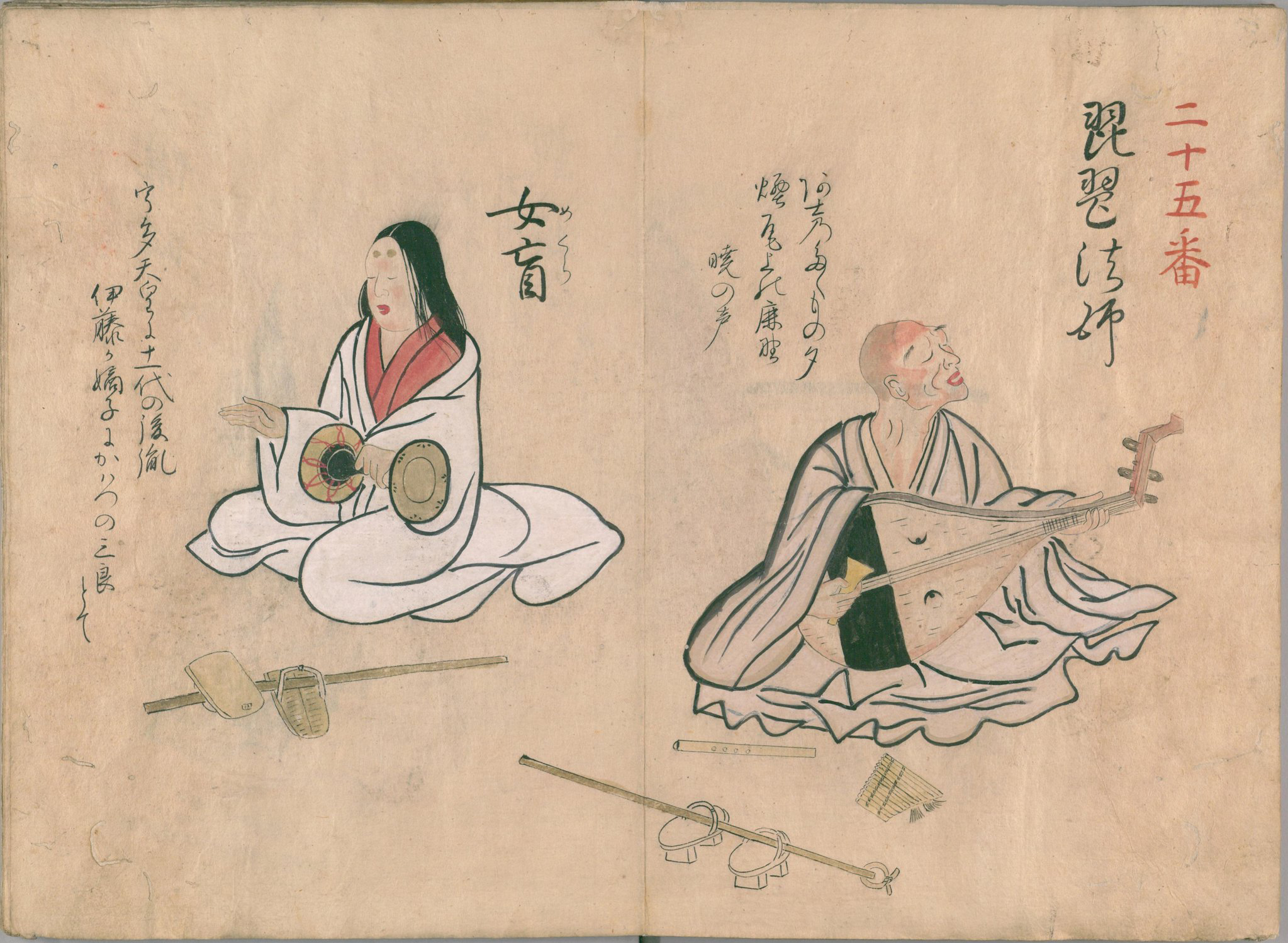
Годзэ (слева) и бива-хоси

В VII—X веках на юге Кюсю возник ряд новых небольших разновидностей бивы, использующихся для аккомпанемента при пении буддийских притч, во время очистительных ритуалов и исполнении военных сказаний. На биве часто играли слепые монахи, мосо (яп. 盲僧), и их музыкальные инструменты собирательно называются мосо-бива.
Мосо-бива — самая маленькая из разновидностей. Она не имеет стандартной формы, однако у всех инструментов этого типа 4 струны и 4—6 ладов; плектр мосо-бивы ближе к тяжёлому и узкому плектру тикудзэн-бивы. Зачастую дека и лады делали съёмными, чтобы мосо-биву можно было упаковать в заплечный мешок. Используемые в произведениях мосо-бивы строй «ё» и «ин» выдают крестьянское происхождение инструмента. Теория о том, что мосо-бива проникла в Японию отдельно в период Нара, была опровергнута Харуко Комодой (яп. 薦田治子).
С XIV века исполнительскую традицию мосо контролировала гильдия слепых музыкантов Тодо-дза, назначавшая музыкантам ранги и выплачивавшая наиболее умелым мастерам зарплату. Находящиеся в самом низу иерархии бива-хоси (яп. 琵琶法師) были вынуждены зарабатывать самостоятельно, зачастую они занимались массажем и прижиганием моксой. Самое важное произведение для этой бивы — 9-я глава Сутры золотого блеска, «Богиня земли Мудрая Твердость» (яп. 地神経 дзисин кё:).

## Саса-бива
Один из видов мосо-бивы, саса-бива, имеет ещё меньший размер, так как её брали с собой для обхода крестьянских домов и проведения там ритуала очищения очага (яп. 竈祓い камадобараи), сопровождаемое пением сутры Кодзина (яп. 荒神経 ко:дзинкё:) и очистительных песен (яп. 鎮魂 тинкон). После окончания ритуала монахи  развлекали хозяев исполнением баллад о павших воинах (кудзурэ) и эпических сказаний, из этой традиции возник нарративный жанр игры на биве. К началу периода Камакура большинство странствующих исполнителей осело и занималось попрошайничеством у буддийских храмов.
Для контроля савари в саса-биве использовали полоску бамбука, вставляемую между струнами и нижним порожком, а также дополнительные душки. Имеется также крупная разновидность саса-бивы, бывшая в ходу в провинции Хиго (нынешняя Кумамото) среди слепых исполнителей, не имевших буддийского сана.

## Хэйкэ-бива

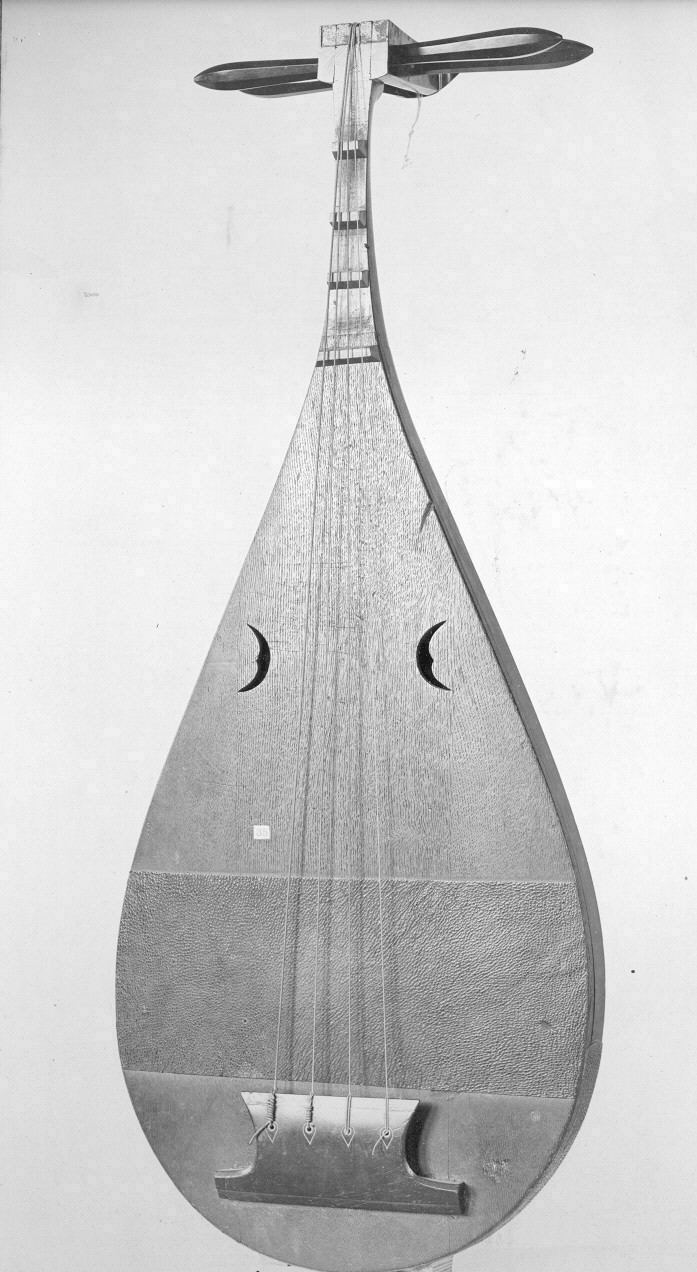
Хэйкэ-бива 1835 года

Появление хэйкэ-бивы датируется периодом Камакура и совпадает с угасанием традиции мосо-бивы. Название хэйкэ-бивы происходит от знаменитого военного сказания Повесть о доме Тайра (Хэйкэ-моногатари), которое имело огромную популярность и исполнялось под биву в течение многих столетий. Точная история возникновения этого инструмента неизвестна; по легенде, записанной Ёсидой Кэнко, некий знатный муж Юкинага создал «Повесть» в начале XIII века, приняв постриг от Дзиэна, и научил слепого музыканта её исполнять.
Исполнительская традиция хэйкэ-бивы объединила исполнительские традиции гагаку, буддийские декламации косики и музыку странствующих монахов-мосо. Музыка для хэйкэ-бивы называется хэйкёку (яп. 平曲).
Спустя несколько десятилетий музыканты этой исполнительской традиции разделились на две школы: Итиката (яп. 市形) и Ясакагата (яп. 八坂形), а в XIV веке представитель школы Итиката Акаси Какуити записал каноническую версию текста «Повести», создал новые музыкальные техники хэйкёку, а также создал гильдию Итиката. XIV—XV века стали золотым временем для хэйкэ-бивы, которую можно было услышать как в общественных местах, так и в буддийских храмах и в частных домах.
Война годов Онин ухудшила положение музыкантов. В начале XVII века в Японию попал сямисэн, быстро вытеснивший биву и ставший самым популярным народным инструментом; с этого времени бива стала более популярна в высшем свете среди зрячих. Многие исполнители «Повести» перешли в жанр дзёрури. Несмотря на это, жанр хэйкёку продолжал пользоваться популярностью среди военных, объединитель Японии Токугава Иэясу был его поклонником и официально дал хэйкёку статус церемониальной музыки; это с одной стороны сделало этот жанр более утончённым, с другой почти уничтожило импровизацию. В период Эдо возникли школы Маэда-рю и Хатано-рю.
В период Мэйдзи Тодо-дза была ликвидирована, и почти все музыканты оставили хэйкэ-биву. Несколько исполнителей Маэда-рю продолжили исполнять «Повесть» в Нагое (бывшей центром хэйкэ-бивы), однако их репертуар включает лишь 8 полных произведений и 2 неоконченных. В конце XVIII века традицию исполнения хэйкёку школы Маэда-рю стали продвигать в регионе Цугару.
В 1955 и 1959 годах исполнители обеих ветвей Маэда-рю получили статус носителя нематериального культурного наследия, однако по состоянию на 2008 год все они уже умерли. По состоянию на 2001 год в Японии было всего около 10 исполнителей хэйкёку.

### Внешний вид и ноты
Хэйкэ-бива выглядит почти так же как гаку-бива и тоже имеет 4 струны, но у неё 5 ладов и она меньше гаку-бивы по размерам: средняя длина этого инструмента — 80 см. Документы XIV века подтверждают, что бива-хоси изначально исполняли «Повесть» на бивах, аналогичных гаку-бивам дворян. На ранних изображениях хэйкэ-бивы 1299 года уже можно видеть пятый лад, вероятно, добавленный для извлечения «ми» малой октавы. Лады довольно низкие, их расположение разнится от инструмента к инструменту. Первый лад подвижный, его подстраивают перед выступлением для обеспечения оптимального савари. Третий лад должен производить звук на большую терцию выше открытой струны, четвёртый — на кварту, пятый — на квинту; второй лад редко используется, он находится примерно посередине между первым и третьим.
При игре хэйкэ-биву тоже держат горизонтально. В отличие от гаку-бивы, на хэйкэ-биве пальцами левой руки прижимают струну между ладами, а не сами лады. Плектр хэйкэ-бивы крупный по размеру; как и плектр гаку-бивы, он тонкий, однако его концы заострены; при исполнении им также касаются корпуса.
Савари на хэйкэ-биве производится 1 и 3 струнах за счёт конструкции грифа: он имеет А-образную форму и касается второй струны, тогда как остальные струны от него отстают. 4 струна при этом оказывается очень далеко и не производит савари. Хэйкэ-бива нагойского течения школы Маэда-рю, вероятно, получила савари одновременно с сямисэном, в конце XVII века, тогда как цугарское течение не использовало савари до 1980-х годов.
Слепые исполнители на биве не использовали нотную запись, поэтому первые нотные листы с музыкой для хэйкэ-бивы появились в помощь зрячим непрофессиональным исполнителям. Первая известная запись нот для этого инструмента датируется 1687 годом, она представляет собой пометы на полях текста произведения. Школа Маэда-рю превратила такую нотацию в текст «Хэйкэ-гимпу», изданный в 1737 году зрячим музыкантом-любителем Окамурой Гэнсэном в сотрудничестве со слепым музыкантом из Тодо-дза; в 1776 году гильдия выпустила новое издание нот, поименованное Хэйкэ-мабуси. Школа Хатано-рю также выпустила собственные ноты, «Син онгёку сё», в 1729 году.

### Музыкальная форма, техника игры

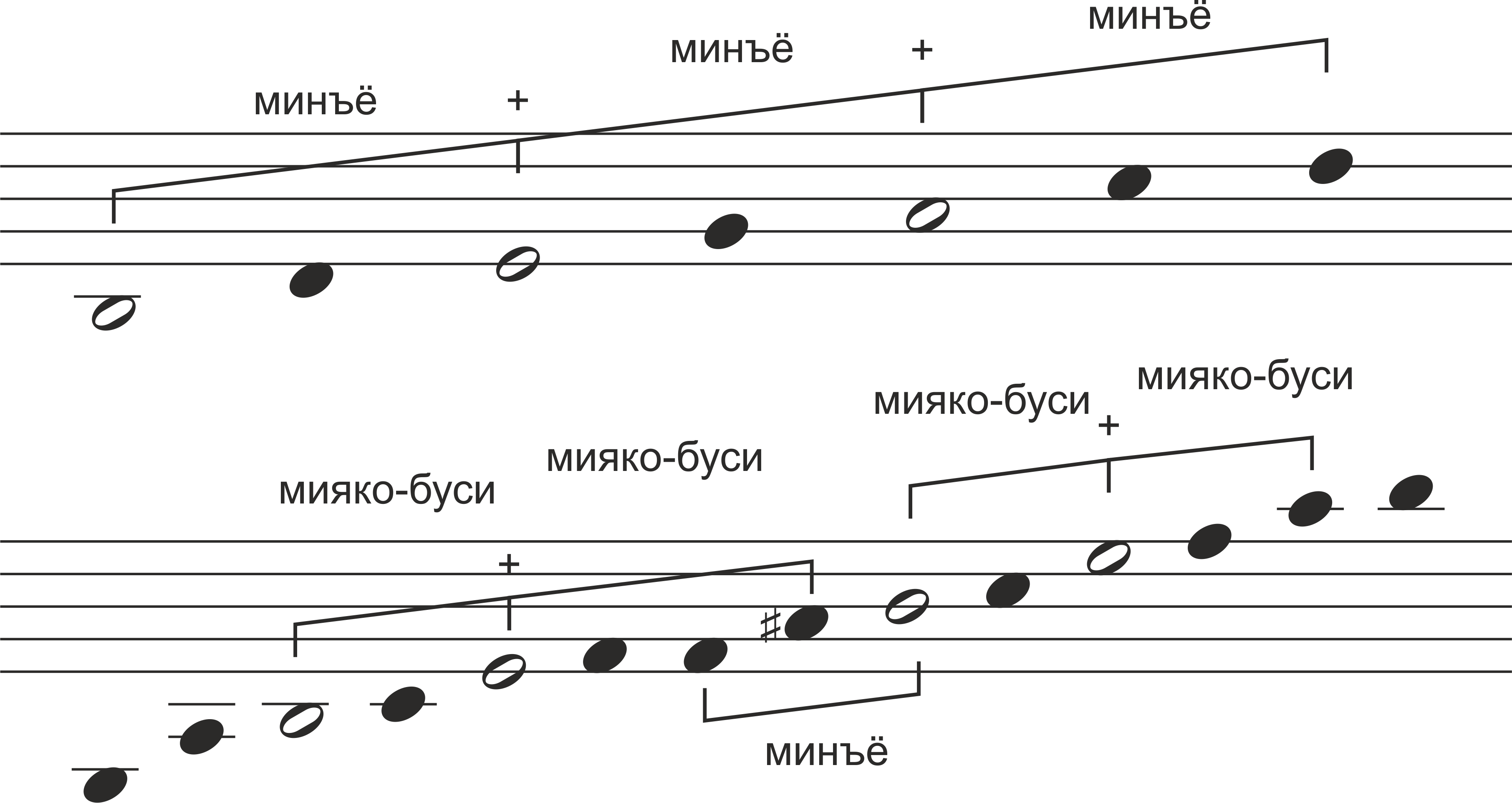
Ноты, используемые при исполнении произведений хэйкёку

Строй хэйкэ-бивы представляет собой развитие строя «осики-тё» гаку-бивы, однако в отличие от последней, при настройке хэйкэ-бивы используется относительная, а не абсолютная высота звука.
Произведения хэйкёку имеют доминирующий тон, который дополняет тон на кварту выше. Звукоряд произведения строится одним из двух способов:
- в мелодических формулах кудоки, хирои и ёмимоно используются ноты си—(ре)—ми—(соль)—ля—(до)—ре; дополнительные ноты при этом отличаются от основных на 2 или 3 тона;
- в формулах сёдзю, тюон, сандзю основу произведения составляют ноты си—ми, однако это построение сложнее:
  - первые два трихорда соответствуют «мияко-буси» по классификации Фумио Коидзуми[яп.] — си—до—ми, ми—фа—ля
  - затем следует «вставной» трихорд «минъё»: фа-диез—ля—си.

Произведения хэйкёку представляют собой сочетание музыкальных формул (яп. 曲節 кёкусэцу), причём для каждой формулы характерен определённый стиль вокала: декламация, ариозо или мелизматическая ария. Некоторые формулы используют в зависимости от того, что происходит в тексте («хирои» — для батальных сцен и описаний воинского облачения, а также бедствий; «камиута» звучит при чтении стихов-вака).
Перед большинством музыкальных формул звучит небольшое вступление, которое играют в сокращённом виде, когда формула повторяется несколько раз. Названия вступлений состоят из названий соответствующих формул и слова бати (яп. {{{2}}}): «хирои-бати», «камиута-бати». Между вокальными сегментами в пределах одной формулы иногда встречаются интерлюдии, которые мелодически перекликаются с вокальной партией. Между вокальными фразами исполнитель однократно ударяет по струне, что называется «аи но тэ»; часто эта нота соответствует первой ноте следующей фразы.
Техника исполнения Хэйкэ-моногатари на ранних бивах неизвестна; скорее всего они исполняли ритмический аккомпанемент параллельно ударам складного веера. В современной хэйкёку нагойского течения школы Маэда-рю используются следующие техники звукоизвлечения:
- обычный удар плектром сверху вниз;
- сукуи, удар снизу вверх;
- хадзики, пиццикато левой рукой;
- арпеджио на двух или четырёх струнах;
- хисиги, удар струны с последующей её остановкой;
- осикоми, прижимание струны пальцем за ладом, чтобы звучание струны после основного тона стало выше.

С течением времени исполнители постепенно наращивали количество используемых музыкальных фраз, их количество возросло с 13 до 23. Как правило, бива не играет одновременно с голосом: сперва бива играет ноты, с которых начнётся вокальный фрагмент, затем вступает голос, после которого либо играют ноты для следующего фрагмента, либо исполняют краткую интерлюдию под настроение прошлого. Для своего времени техника хэйкэ-бивы была свежей и выразительной, она сыграла важную роль в развитии японской нарративной музыки.
При обучении игре на хэйкэ-биве от ученика требовалось научиться петь текст произведения, причём слепым приходилось заучивать его наизусть, тогда как зрячие могли опираться на запись. После этого их учили аккомпанировать себе на биве.

## Бива на Кюсю
Музыкальную традицию бивы на Кюсю развивали слепые мужчины: имевшие сан монахи мосо и дзато, исполнявшие буддийские ритуалы, не будучи при этом священниками; слепые женщины годзэ на Кюсю не играли на биве. Секулярный репертуар слепых с Кюсю составил основу репертуара сацума- и тикудзэн-бивы. Оба этих вида бивы очень популярны в начале XXI века, однако их популярность связана прежде всего с крупными городами, где они вошли в моду в начале XX столетия и развились в нынешний вид, а не с местом возникновения. В общем по состоянию на конец 2000-х годов на бивах с Кюсю играет около 10 000 любителей.
Ранняя история бивы на Кюсю известна плохо; распространена не имеющая подтверждений легенда о том, что практика декламаций буддийских сутр под биву пришла в Японию из Китая или Кореи в VIII веке. Возможно, что практику ритуальной игры на биве, а также ассоциированную с ней богиню Бэндзайтэн, действительно заимствовали в Китае поехавшие туда на учёбу придворные музыканты.
Мосо на Кюсю управляли две организации: сацумская Дзёракуин-хорю, оперировавшая в храмах Кагосимы и Миядзаки и тикудзэнская Гэнсэй-хорю (яп. 玄清法流) с центром в храме Дзёдзюин (яп. 成就院) в Фукуоке и управлявшая храмами в Фукуоке, Оите, Саге, Нагасаки, Кумамото, Симане и Ямагути.
Основателем Дзёракуин-хорю считается Ходзан-кэнгё (яп. 宝山検校), мосо из Киото, отправившийся в Тикудзэн вместе с Симадзу Тадахисой, когда тому пожаловали власть над княжеством Сацума Благодаря поддержке рода Симадзу мосо провинции Тикудзэн процветали, так как были неуязвимы для атак Тодо-дза. Документально существование этой организации подтверждено с конца XVI века.
Основателем Гэнсэй-хорю считается священник школы тэндай по имени Гэнсэй (яп. 玄清) (766—823), принявший постриг у основателя школы, Сайтё. Исторически мосо центральных и северных районов Кюсю и западной оконечности Хонсю были разобщены и консолидировались под крылом школы тэндай лишь после запрета независимого проведения ритуалов мосо центральным правительством в 1871 году.

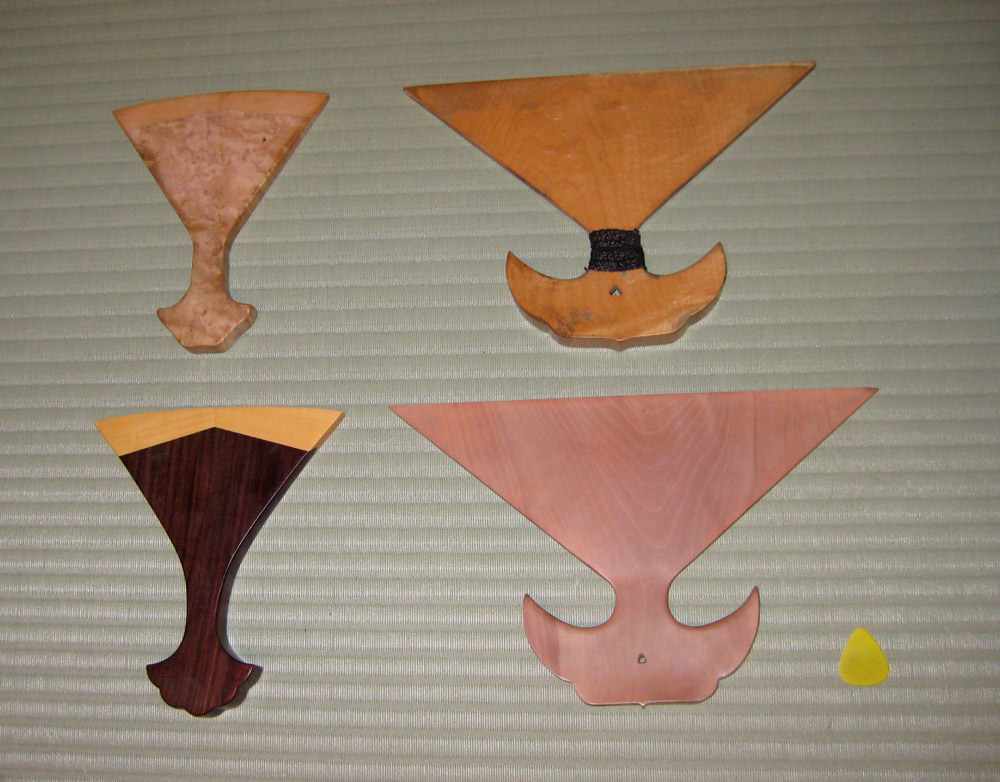
Плектры для бивы: слева для тикудзэн-бивы, справа для сацума-бивы
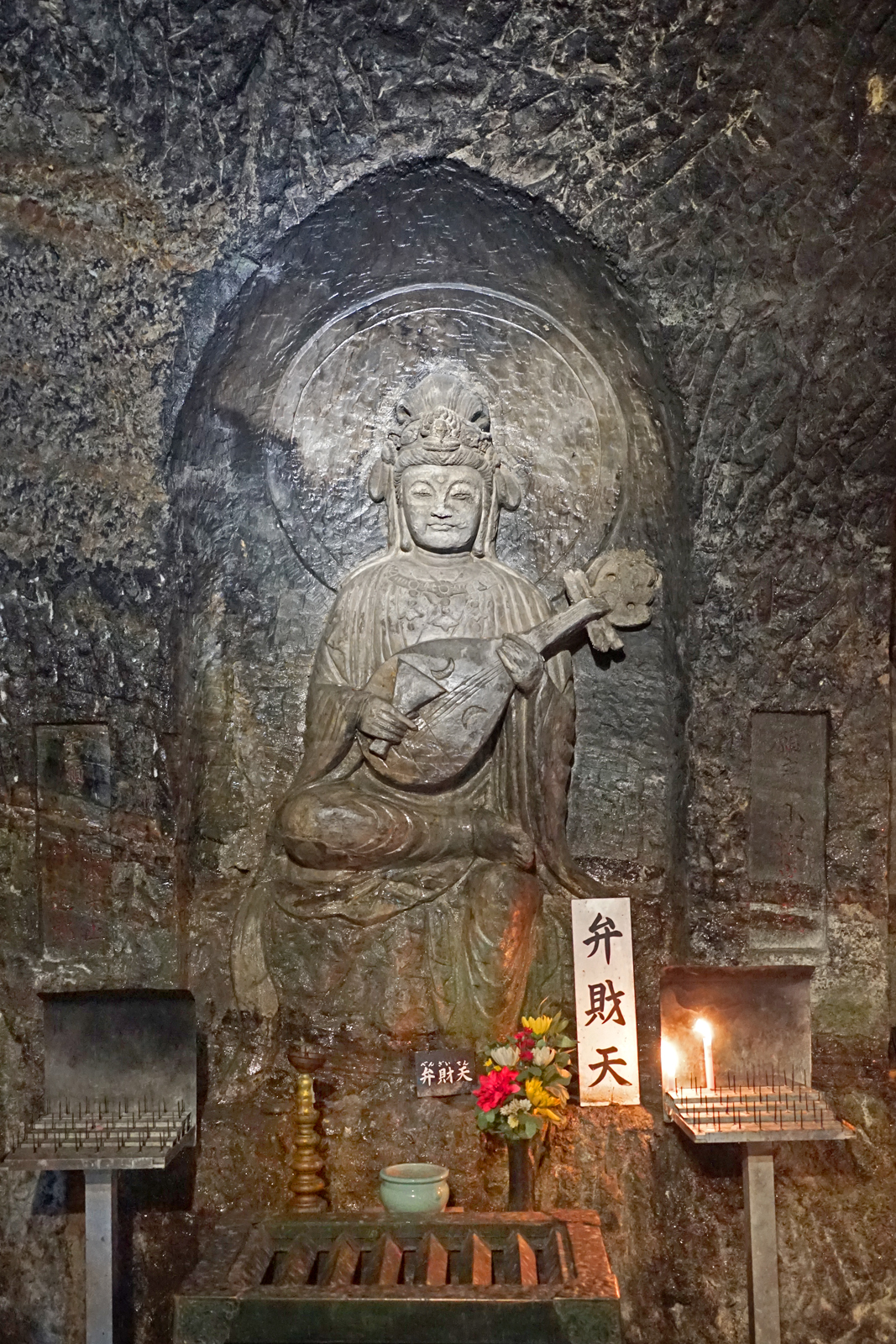
Скульптура Бэндзайтэн с бивой. Храм Хасэдэра[англ.], Камакура

### Сацума-бива
Собственная разновидность бивы возникла на юге Кюсю в княжестве Сацума. Исполнительская традиция этого региона процветала много веков благодаря тому, что слепые монахи могли свободно путешествовать по всей Японии и приносить сведения из дальних краёв, полезные для самурайских кланов. Сацума-бива появилась в конце XVI века как разновидность мосо-бивы. Она у́же, чем хэйкэ-бива, но завиток на её грифе намного массивнее. Её характерные детали — крупный и тонкий деревянный плектр, очень высокие лады и слегка выгнутый корпус. Расстояние между первым и вторым ладом у этой разновидности бивы больше, чем у остальных. Самое известное произведение для этого инструмента — баллада Сирояма (яп. 城山), повествующая о последних часах жизни Сайго Такамори перед его гибелью в битве при Сирояме.
Исполнение произведений на сацума-биве подразумевает импровизацию и зачастую болезненно для музыканта, так как оно требует сильного нажатия на струны, а позиция руки, держащей плектр, неестественна. Ввиду отсутствия у этой разновидности защитной полоски кожи на корпусе звук струн сацума-бивы сопровождается резким ударом плектра по дереву. Используются такие техники, как вибрато и пиццикато, а также удар по струнам в обратном направлении; пальцы левой руки ложатся на струны либо по одному, либо по два. Также во время батальных сцен применяется техника «кудзурэ»: плектр быстро попеременно перебирает низкую и высокую струны, аналогично скрипичному тремоло. В голосе певца, играющего на сацума-биве, также должно быть напряжение, сохраняющееся на протяжении всего произведения. Сацума-бива считается «мужским» инструментом, в отличие от тикудзэн-бивы.
Во время периода Муромати полезность слепых музыкантов для самураев упала, и сацума-биву стали рассматривать как дидактический инструмент, охраняющий воинов от тлетворного влияния популярной музыки и театра. Мелодии для этого инструмента были более модными, чем устаревшая музыка хэйкэ-бивы. Постепенно разнообразие жанров сацума-бивы уступило место эпическим военным балладам, а рост популярности этого вида бивы привёл к тому, что её музыка стала более драматичной и менее помпезной.
В XIX столетии сацума-бива стала популярна среди торговцев Сацумы и (вместе с переезжавшими бывшими самураями) в Токио, откуда распространилась по всей Японии в период милитаризации страны; отправлявшиеся на войну с Россией солдаты зачастую брали с собой и сацума-биву. Император Мэйдзи сам любил музицировать на этом инструменте, что подтверждается несколькими фотографиями.
В Токио появился новый, более утончённый стиль игры на сацума-биве, Кинсин-рю, названный по имени основателя, Кинсина Нагаты. Консервативный стиль исполнения по состоянию на начало XXI века имеет менее 50 последователей, тогда как к школе Кинсин принадлежит более 450 музыкантов. Школа Кинсин наиболее активно экспериментирует с формой и зачастую заимствует у нарративных жанров сямисэна. После смерти Нагаты его ученица, Киндзё Суйто, положила на музыку около 120 песен и участвовала в создании Общества музыки для бивы (яп. 琵琶楽協会). Также она изобрела собственную пятиструнную и пятиладовую разновидность инструмента, именуемую нисики-бива.
Важной фигурой в развитии исполнительской традиции сацума-бивы является обучившаяся в школе Кинсин Кинси Цурута; она создала инновативную технику игры и основала школу Цурута. Помимо этого во второй половине XX века Цурута работала с современными японскими композиторами.

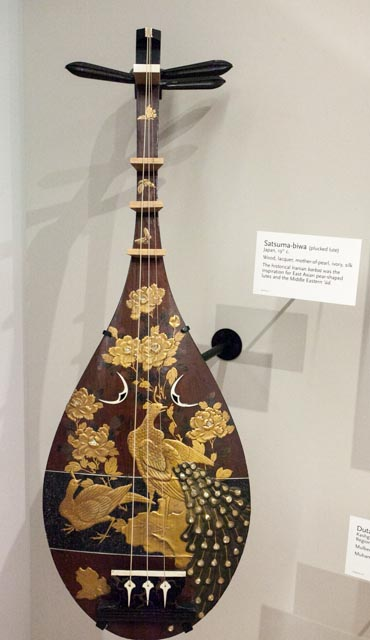
Сацума-бива XIX века
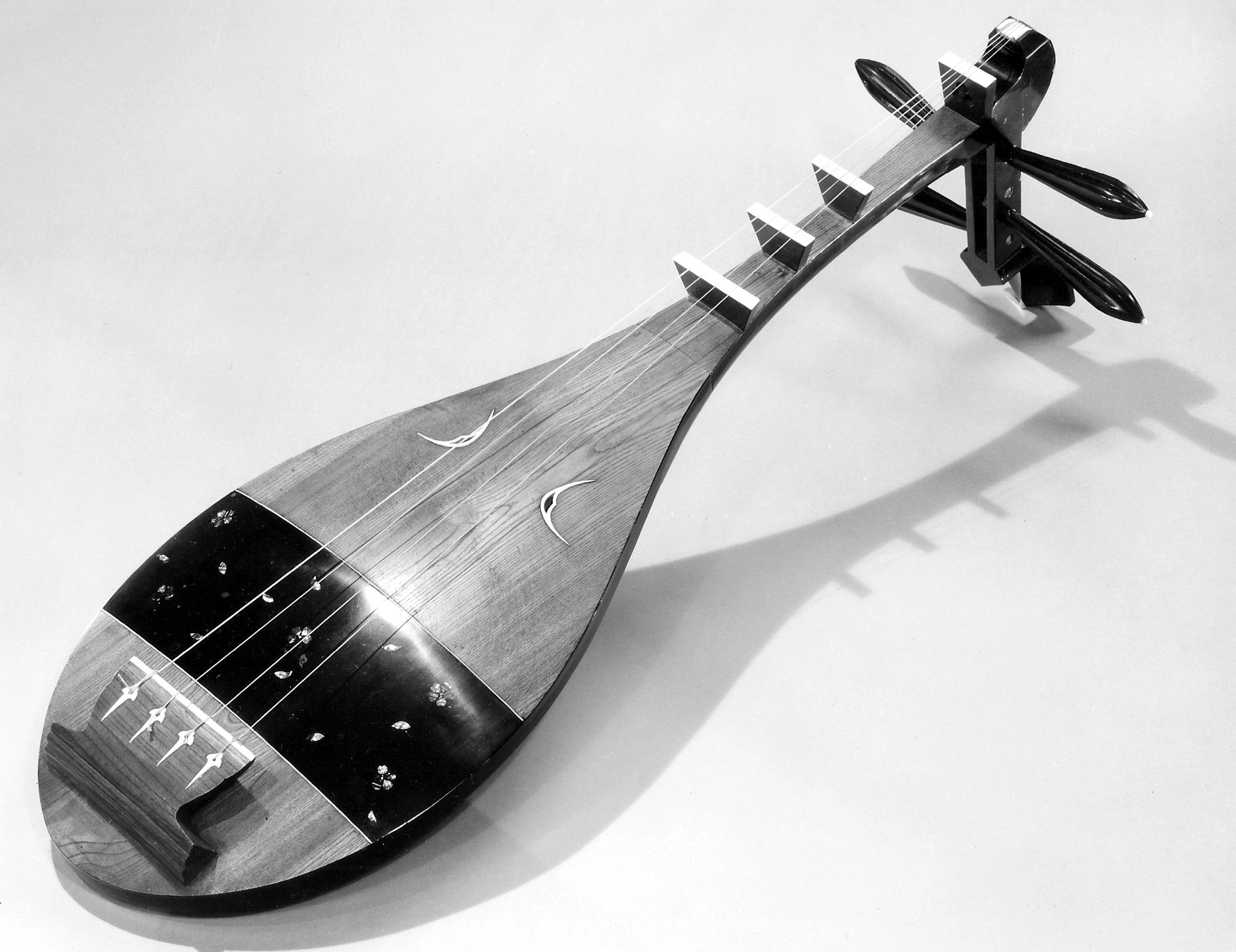
Передняя сторона
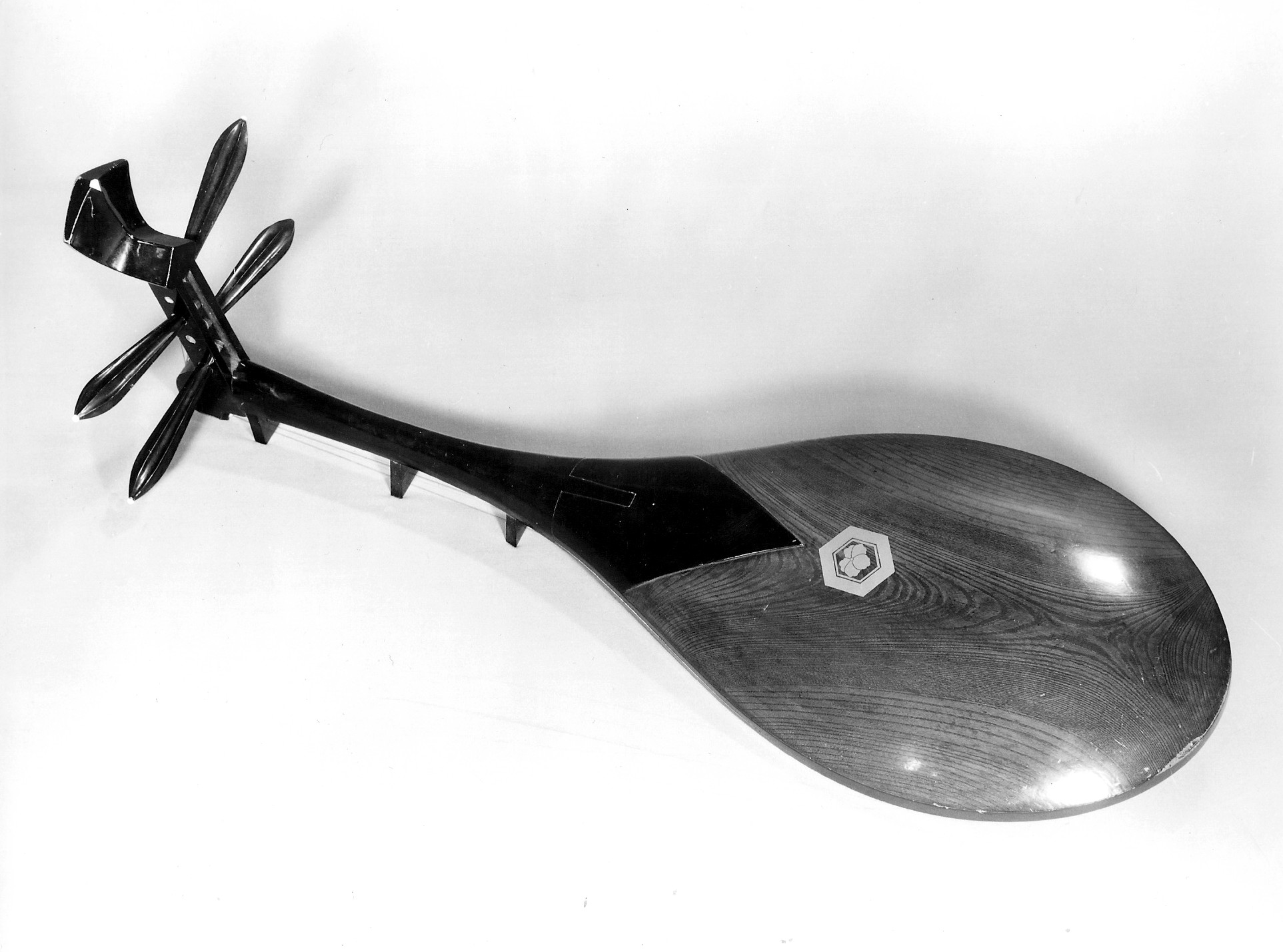
Задняя сторона

### Тикудзэн-бива
В 1890-х годах на севере Кюсю окончательно оформилась последняя разновидность этого типа инструментов — четырёхструнная тикудзэн-бива, также развившаяся из инструментов, на которых играли слепые монахи-мосо. Слово «тикудзэн» в названии отсылает к одноимённому региону, в котором инструмент появился. Следует отметить, что различия в исполнительской технике Сацумы и Тикудзэна существовали значительно раньше, хотя исконная манера исполнения сутр в Тикудзэне прервалась.
В отличие от сацума-бивы, тикудзэн-бива предназначалась в первую очередь для аккомпанирования при исполнении сказаний. После ликвидации гильдии Тодо-дза мосо были вынуждены зарабатывать любыми средствами, многие из них стали исполнять непристойные песни низкого качества на потребу публике. Недовольные этим монахи Татибана Кёкуо (яп. 橘旭翁) и Цурусаки Кэндзё (яп. 鶴崎賢定) вместе с работавшей в квартале красных фонарей исполнительницей на сямисэне Ёсида Такэко (яп. 吉田竹子) совместными усилиями создали четырёхструнную тикудзэн-биву и вместе с известным им местным журналистом сочинили несколько произведений для неё. Инструмент получил своё название лишь в 1899 году, когда Кёкуо привёз его в Токио и начал продвигать среди городского населения.
Раскол среди учеников Татибаны привёл к появлению двух существующих и поныне школ: более популярной у публики Асахикай с около 300 произведений и Татибанакай, тяготеющей к «высокому» искусству.
Корпус тикудзэн-бивы изготавливают из мягкой древесины павловнии, которая требует деликатной манеры игры, в отличие от твёрдого корпуса сацума-бивы. Настраивается аналогично сямисэну. Ввиду того, что между первым и вторым ладами тикудзэн-бивы не настолько большое расстояние, как у сацума-бивы, на ней играют, кладя пальцы на струны между ладами; это означает, что струны не приходится натягивать так сильно. Диагональное положение бивы на коленях у исполнительницы напоминает сямисэн. Форма толстого и тяжёлого плектра тикудзэн-бивы ближе к плектру мосо-бивы и жарну музыки для сямисэна «гидаю-буси». У колков тикудзэн-бивы находятся полоски бамбука, усиливающие савари. Во второй половине XX века 4-струнную тикудзэн-биву постепенно вытеснила 5-струнная.
Произведения для четырёхструнной тикудзэн-бивы разделялись на три жанра: краткие лирические интерлюдии бан и го, изображающие сцены из стихотворений; а также сэмэ, используемые в батальных сценах. С добавлением пятой струны жанры были переосмыслены: лирические интерлюдии наполнились символизмом, а батальные — пафосом.

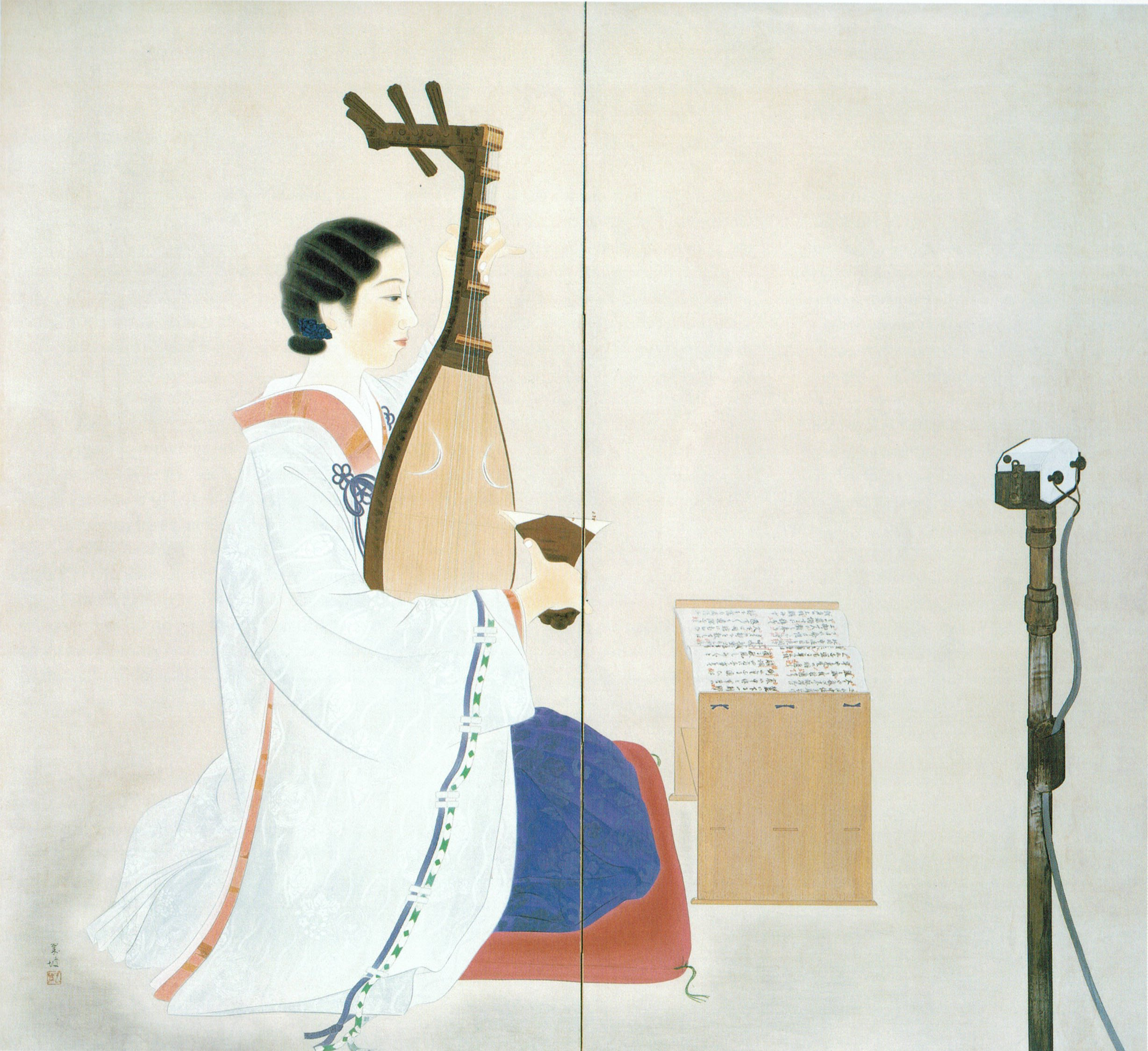
Картина Сибаты Суйхи с изображением тикудзэн-бивы
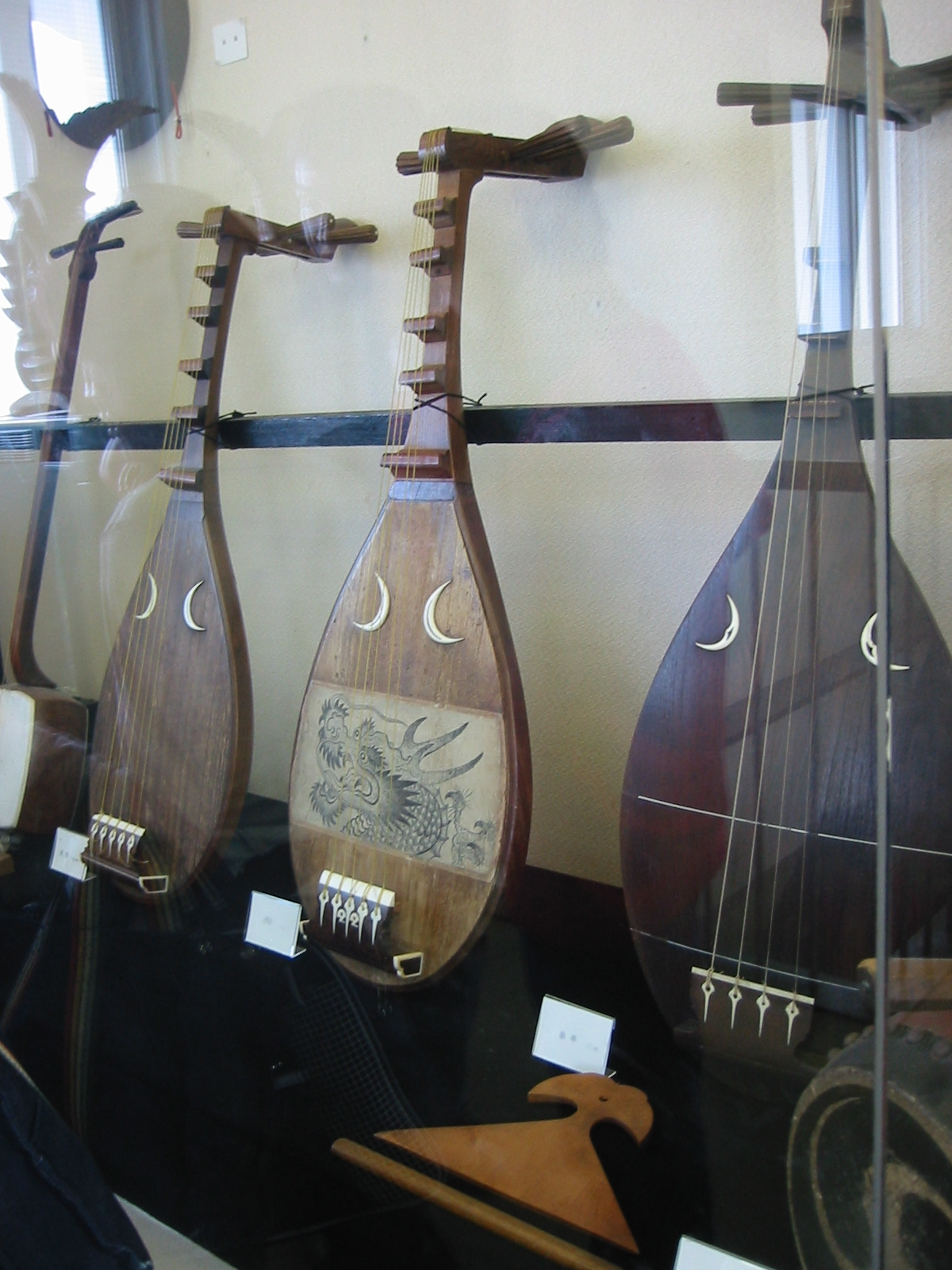
Различные виды бив; в центре тикудзэн-бива

## Сравнение разновидностей
| Название                                           | Длина                  | Кол-во ладов | Строй                                                 |
| -------------------------------------------------- | ---------------------- | ------------ | ----------------------------------------------------- |
| Гаку-бива (яп. 楽琵琶)                             | ок. 1 м                | 4            | A d e a, E B e a, G A d g, A c e a, A B e a, F# B e a |
| Хэйкэ-бива (яп. 平家琵琶)                          | ок. 60 см              | 4            | A c# e a, A c e a                                     |
| Саса-бива (яп. 笹琵琶)                             | варьирует; часто 85 см | 5            | A d e e, A d a a                                      |
| Тикудзэн-бива (яп. 筑前琵琶), 4 струны             | ок. 83 см              | 5            | A d a a, A e a a                                      |
| Тикудзэн-бива (яп. 筑前琵琶), 5 струн              | варьирует              | 5            | A E A B c                                             |
| Сацума-бива (яп. 薩摩琵琶), школа сэйха (яп. 正派) | ок. 91 см              | 4            | A E A B                                               |
| Нисики-бива (яп. 錦琵琶)                           | ок. 91 см              | 5            | A E A e e                                             |

В вокальных партиях для современных видов бивы (сацума и тикудзэн) отступление от мелодических шаблонов разрешается только при помощи мелизматического пения и группетто.

### Комментарии
1. ↑  Гаку-бива настраивается относительно инструмента сё[англ.], остальные разновидности — относительно голоса
2. ↑  Заглавными буквами обозначаются ноты большой октавы, строчными — малой; см. также Нота (музыка)#Обозначение нот буквами